# Xanthopimpla interceptor
Xanthopimpla interceptor är en stekelart som först beskrevs av Smith 1865.  Xanthopimpla interceptor ingår i släktet Xanthopimpla och familjen brokparasitsteklar. Inga underarter finns listade i Catalogue of Life.